# Ferrovia de alta velocidade de Taiwan
Taiwan High Speed Rail (THSR) é a ferrovia de alta velocidade de Taiwan (RC), consistindo de uma linha que percorre aproximadamente 345 km na costa oeste, da capital Taipé até a cidade de Kaohsiung. Com a construção e a operação administradas por uma empresa privada, a Taiwan High Speed Rail Corporation (THSRC), o custo total do projeto foi de 513,3 bilhões de dólares de Taiwan em 1998. Quando foi construída, era um dos maiores empreendimentos ferroviários privados do mundo. O website especializado Railway Technology estimou o custo do projeto em 13 bilhões de dólares americanos. O sistema é baseado na tecnologia japonesa do Shinkansen.
A ferrovia começou a operar em 5 de janeiro de 2007, com trens atingindo a velocidade máxima comercial de 300 km/h, atualmente vencendo o trajeto de Nangang a Zuoying em apenas uma hora e 45 minutos, atingindo quase 90% da população de Taiwan. A maioria das estações intermediárias da linha se localizam fora das cidades que servem; entretanto, várias opções de transferência, como ônibus de transferência grátis, ferrovias comuns e metrôs, foram construídas para facilitar as conexões.
Inicialmente o número de passageiros ficou aquém das expectativas, mas cresceu de menos de 40 000 passageiros por dia nos primeiros meses de operação para mais de 129 000 passageiros por dia em junho de 2013. O tráfego diário de passageiros chegou a 130 000 em 2014, bem abaixo da expectativa de 240 000 passageiros diários. O sistema atingiu 100 milhões de passageiros transportados em agosto de 2010 e mais de 200 milhões de passageiros já tinham usado o sistema em dezembro de 2012, seguido por 400 milhões em dezembro de 2016.
Nos primeiros anos de operação, a THSRC acumulou dívidas devido às altas taxas de depreciação e juros, em grande parte devido à estrutura financeira que havia sido criada para a empresa privada. Em 2009 a THSRC entrou em negociações com o governo de modo a alterar o método de depreciação no que toca à dependência de concessões sobre direitos de viagem. Ao mesmo tempo, o governo também começou a prestar auxilio financeiro de modo a ajudar a empresa a permanecer operacional e lucrativa; o governo injetou 30 bilhões de dólares de Taiwan como parte do resgate financeiro, aumentando a participação do governo na empresa de 37 para 64%. O governo também estendeu a concessão ferroviária de 35 para 70 anos, e encerrou o modelo de negócios (construir-operar-transferir) que a empresa tinha anteriormente.

## História
O rápido crescimento econômico de Taiwan durante a segunda metade do século XX levou à saturação das rodovias, ferrovias comuns e do transporte aéreo, o que ameaçava impedir um crescimento posterior. A ideia de uma nova linha ferroviária de alta velocidade surgiu na década de 1970, e um planejamento informal começou em 1980. Em 1987 o poder executivo do governo de Taiwan, instruiu o Ministério do Transporte a lançar um estudo de viabilidade para uma linha ferroviária de alta velocidade na costa oeste de Taiwan, o que foi concluído em 1990. O estudo concluiu que em comparação com outras soluções consideráveis para os problemas no tráfego no corredor, uma ferrovia de alta velocidade iria oferecer maior volume de tráfego, menor impacto na terra, maior economia de energia e menos poluição. Em julho de 1990, um comitê para a elaboração da ferrovia foi criado e uma rota foi selecionada em 1991. Planos para a THSR foram aprovados pelo poder executivo em junho de 1992 e pela Legislatura de Taiwan em 1993.

### Construir-operar-transferir

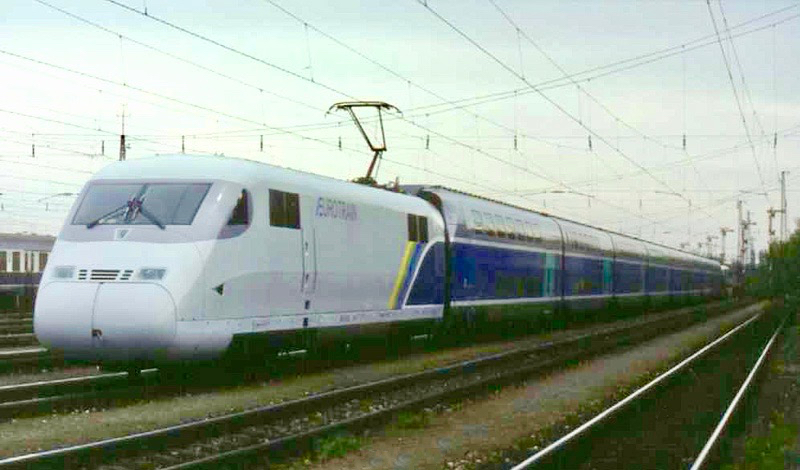
O trem de testes de 1998 do Eurotrem na Alemanha. Originalmente o Eurotrem era a tecnologia que seria usada, mas em seguida ao desastre do ICE em Eschede e a incentivos fiscais oferecidos pelo governo japonês, a tecnologia Shinkansen foi adotada.

Em novembro de 1994, Taiwan aprovou uma lei a respeito do uso de financiamento privado em projetos de infraestrutura, o que também foi aplicado no projeto da THSR. Consequentemente, o comitê da ferrovia foi transformado no Bureau da Ferrovia de Alta Velocidade, que começou a conceber a THSR como uma concessão construir-operar-tranferir em outubro de 1996.
O processo de licitação foi disputado pelo Taiwan High Speed Rail Consortium (THSRC) e pelo Chunghwa High Speed Rail Consortium (CHSRC). A candidatura da THSRC foi pautada na tecnologia do Eurotrem, um consórcio entre a GEC-Alsthom, a principal fornecedora do francês TGV, e a Siemens, a maior fornecedora do alemão ICE, enquanto a candidatura da CHSRC era baseada na tecnologia japonesa do Shinkansen fornecida pelo Taiwan Shinkansen Consortium (TSC), um consórcio de de empresas japonesas. A THSRC, que apresentou a proposta mais barata e prometeu construir a linha sem nenhum custo para o governo, foi escolhida em setembro de 1997. O grupo foi renomeado e oficialmente estabelecido como Taiwan High Speed Rail Corporation em maio de 1998. A THSRC e o governo assinaram o acordo de concessão BOT em 23 de julho de 1998. Em 2000, o primeiro contrato a cerca das obras civis foi assinado, com a construção se iniciando em agosto do mesmo ano.

Entretanto, a escolha do material rodante gerou controvérsia. Em maio de 1999, em meio a dificuldades da THSRC em levantar fundos, o governo japonês prometeu incentivos fiscais caso a THSRC adotasse o material rodante oferecido pelo TSC (Taiwan Shinkansen Consortium). Apesar da promessa do Eurotrem de cobrir a oferta da TSC, o desastre ferroviário de Eschede e a oferta das novas séries 700 do Shinkansen pela TSC, convenceram a THSRC 

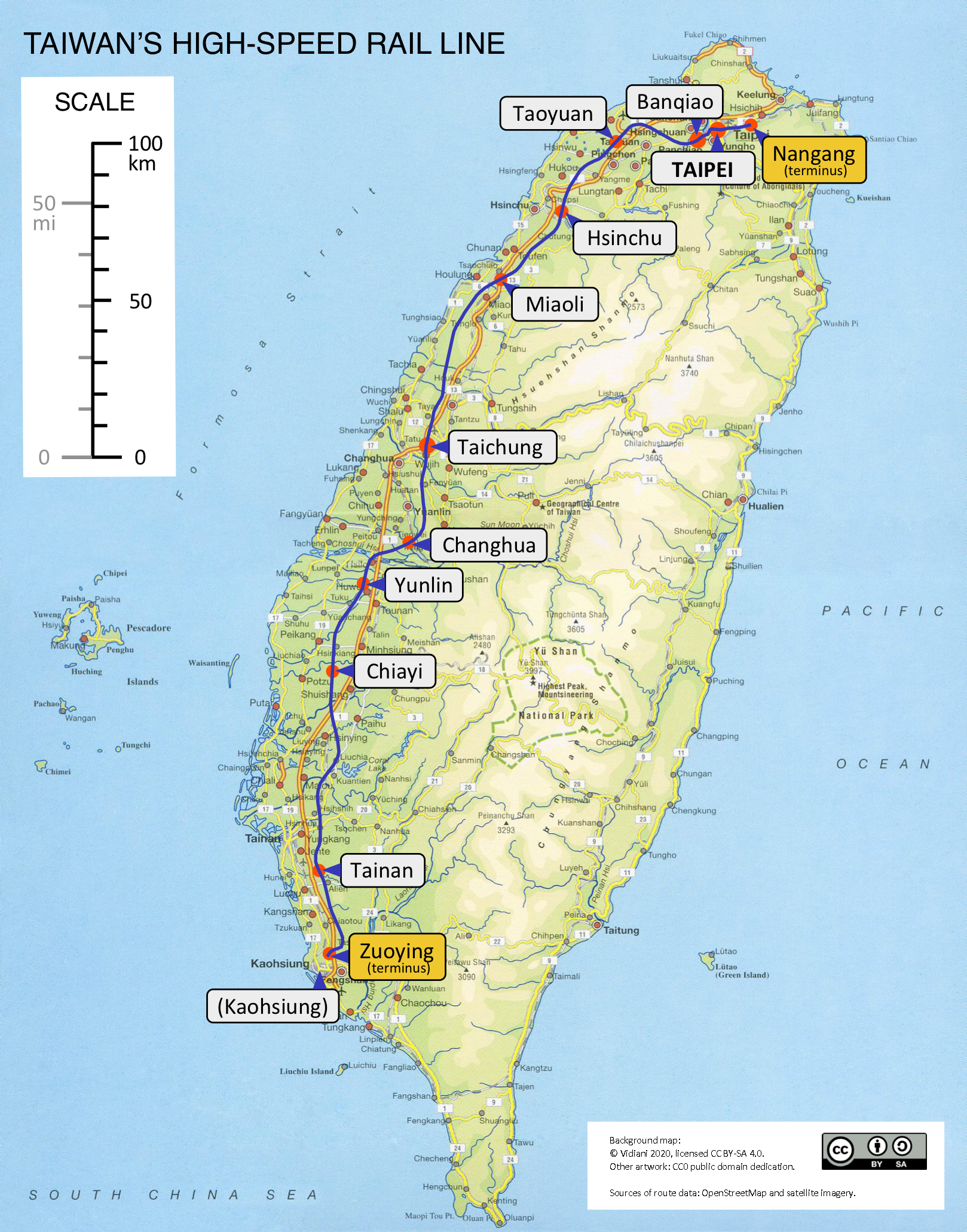
Mapa da linha

a selecionar o consórcio japonês como o fornecedor do material-rodante em dezembro de 1999. Apesar de o Eurotrem ter perdido a licitação, em fevereiro de 2001, o consórcio entrou com um pedido de indenização de 800 milhões de dólares americanos contra a THSRC no Centro Internacional para a Arbitragem de Disputas sobre Investimentos. Após uma longa negociação, a corte determinou em março de 2004 que a THSRC deveria pagar uma compensação pelos 32,4 milhões de dólares que o consórcio do Eurotrem gastou em desenvolvimento e 35,7 milhões de dólares por práticas injustas.
A THSRC concordou em pagar 65 milhões de dólares ao consórcio do Eurotrem em novembro de 2004.

### Abertura e expansão
A ferrovia abriu em 2007 entre Taipé e Zuoying. Quatro estações foram adicionadas em 2014 e em 2015.
Em 10 de setembro de 2019, o poder executivo anunciou que a ferrovia seria expandida até Pingtung. De quatro rotas propostas, foi confirmado em 27 de setembro que a expansão iria passar pelo centro de Kaohsiung, se ramificando do leste de Zuoying em direção à cidade de Pingtung, com um custo estimado em 55,4 bilhões de dólares taiwaneses. Mesmo tendo um custo menor, a opção foi recebida com críticas a respeito de seus benefícios econômicos.
Em 25 de outubro de 2019, o Bureau da Ferrovia publicou uma estudo para uma extensão da linha de Taipé para Yilan, reduzindo em 13 minutos o tempo de viagem.

## Trem e operação

### Trem

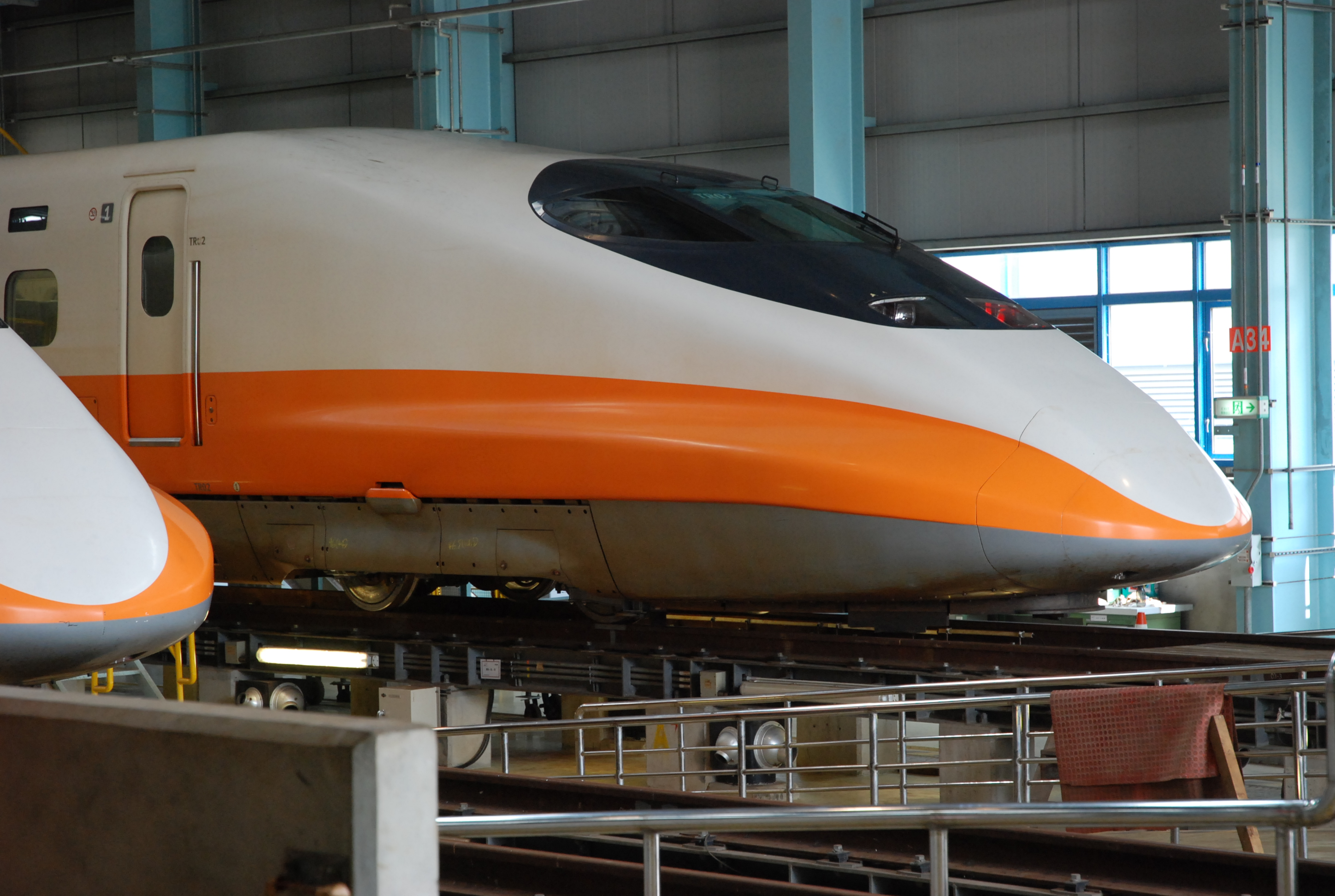
Perfil do nariz do trem 700T

A ferrovia de alta velocidade de Taiwan começou a operação com 30 composições do 700T fornecidos por um consórcio liderado pela Kawasaki Heavy Industries. Em decorrência do aumento de demanda e de novas estações que iriam começar a operar em 2015, a THSRC encomendou mais quatro composições ao consórcio da Kawasaki, em maio de 2012, em Tóquio, Japão. A primeira composição (TR 31) foi entregue a Taiwan em 23 de dezembro de 2012; a segunda (TR 32) em 21 de janeiro de 2013; a terceira (TR 33) em 25 de janeiro de 2014 e a quarta (TR 34) em 12 de agosto de 2015.
O THSR 700T é baseado no Shinkansen séries 700 usado pela JR Central e pela JR West no Japão. Isso marcou a primeira vez que a tecnologia Shinkansen foi exportada para fora do Japão. A customização focou na adaptação ao clima e geografia de Taiwan, e o nariz foi otimizado para túneis mais largos dos que encontrados no Japão.
A velocidade máxima comercial dos trens subiu de 285 km/h nos Shinkansen séries 700 para 300 km/h no 700T. Os 12 vagões de um 700T são agrupados em três unidades de tração com três vagões de energia com um reboque cada, provendo 10,26 MW de potência; ambos os vagões das extremidades são reboques para evitar deslizes em truques ligados. O trem tem 304 m de comprimento e 503 t de peso quando vazio. Os trens tem capacidade de levar 989 passageiros sentados em duas classes: 66 assentos em uma configuração 2+2 no único vagão de negócios e 923 assentos em uma configuração 2+3 nos onze vagões comuns.

#### Trens de manutenção

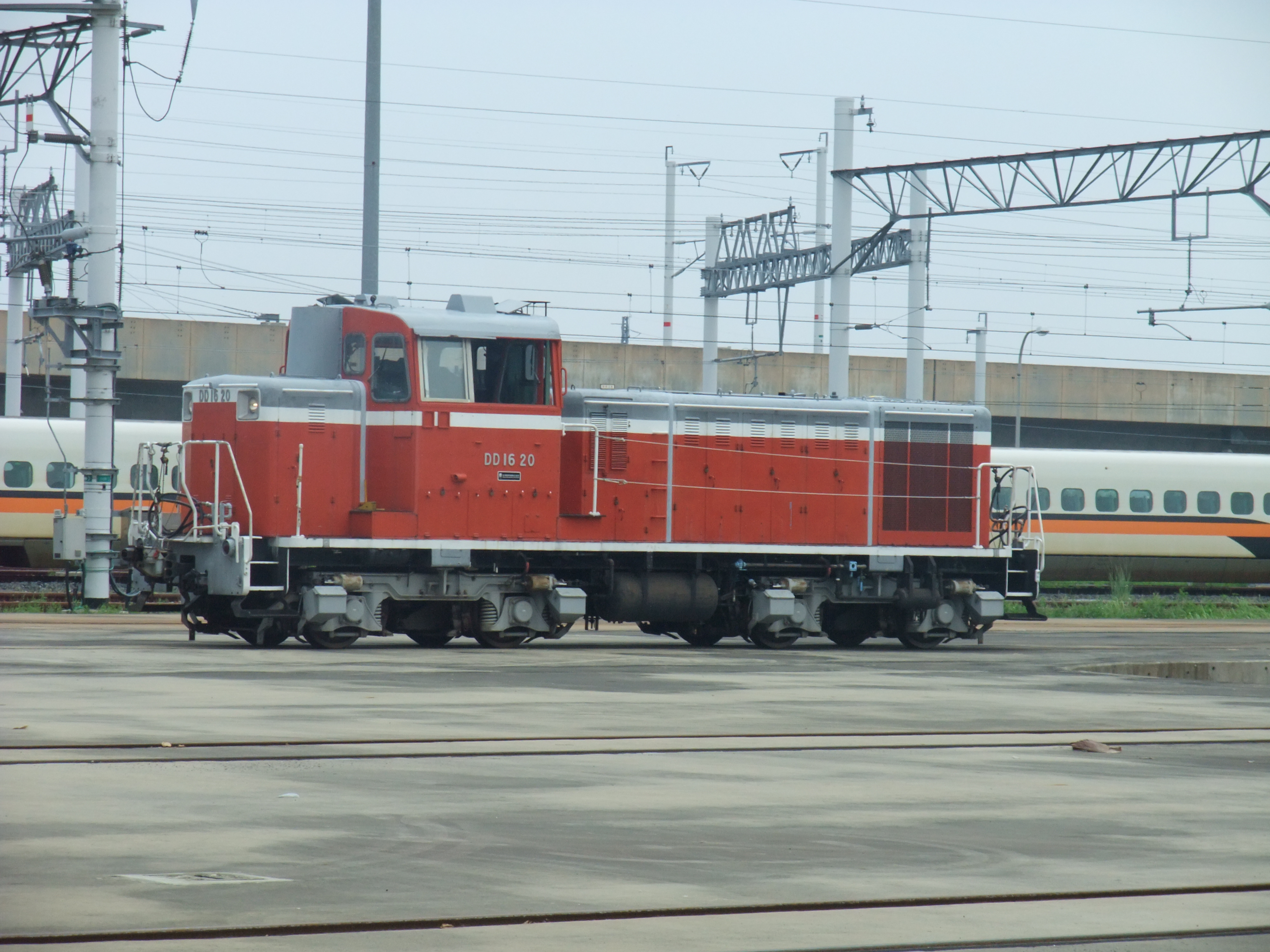
A locomotiva DD16 é usada pela THSRC.

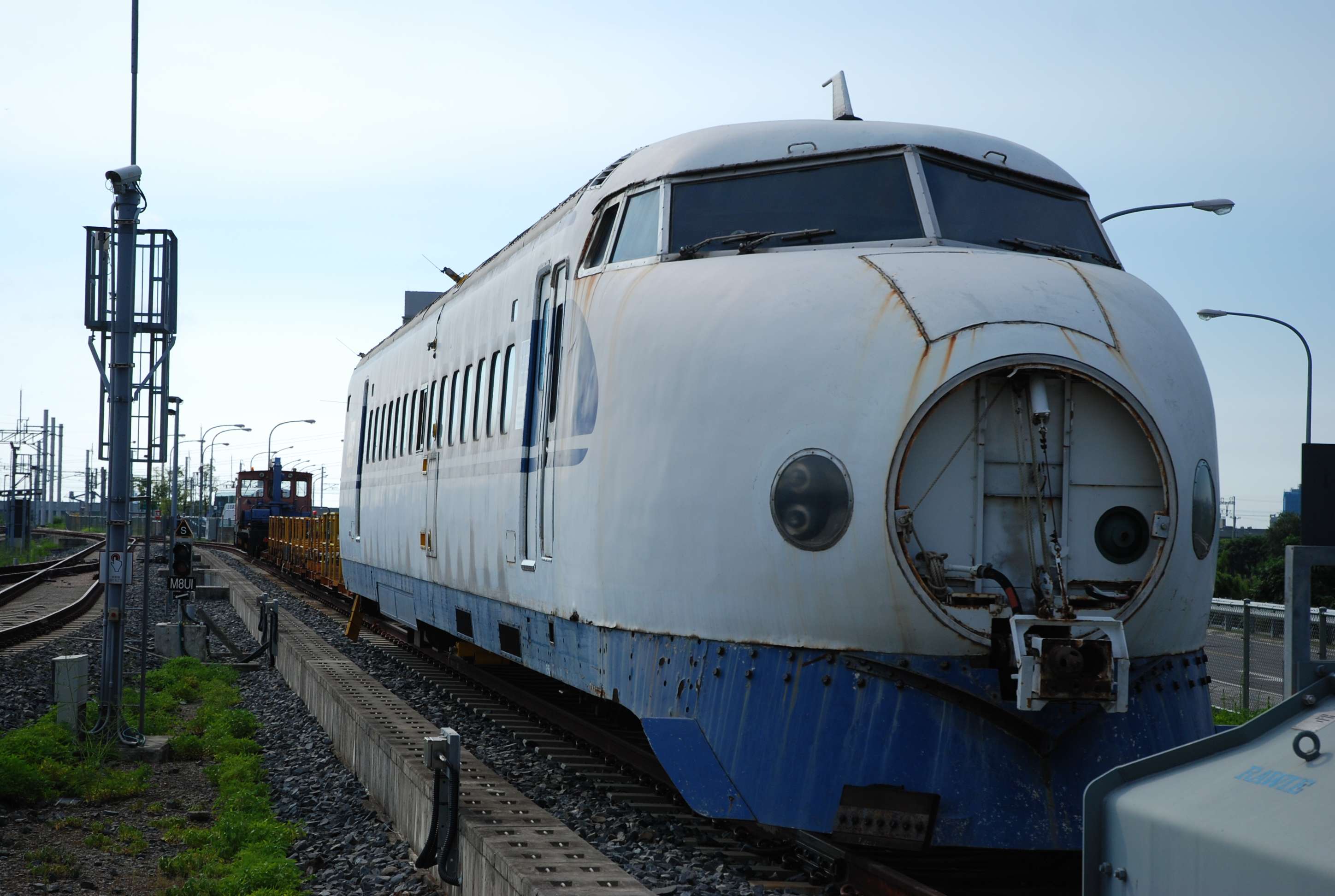
Trem da antiga Séries 0 usado na manutenção.

A THSRC utiliza trens de inspeção da Windhoff, Harsco Railgrinders, Plasser & Theurer, e vários antigos trens da JR para manter sua linha.

### Operação
Como é o primeiro sistema de ferrovia de alta velocidade em Taiwan, a THSRC iniciou a operação com vários funcionários estrangeiros, incluindo condutores alemães e franceses e controladores no Centro de Controle de Operação (CCO). Ao mesmo tempo, a THSRC começou a treinar condutores e controladores locais. Desde maio de 2008, todos os controladores trabalhando no CCO são taiwaneses, e desde outubro de 2008, todos os condutores de trens são naturais do país.
A maior tarefa do CCO é manter a operação dos trens segura. A THSRC tem 132 controladores (julho de 2012), dos quais 1/4 são mulheres, trabalhando 24 horas por dia e 365 dias por ano. Os requerimentos para se tornar um controlador chefe incluem ter experiência em todos os 9 setores do CCO, 300 horas de treinamento e adquirir qualificação.
A THSRC tem 144 condutores (julho de 2012), dos quais quase 10% são mulheres. Todos os candidatos a condutor devem passar 8 meses completando 1 326 horas de treinamento profissional e devem obter uma certificação antes de poderem conduzir. Além disso, após se tornarem um condutor certificado de trens de alta velocidade, eles devem passar por testes pelo menos três vezes ao ano para garantir que podem conduzir com segurança.

### Desastres naturais
Taiwan é frequentemente atingida por vários tipos de desastres naturais, incluindo tufões, terremotos, chuvas fortes, inundações e deslizamentos de terra. Por isso, um dos pontos principais no projeto de infraestrutura da THSRC foi como responder a desastres naturais, como terremotos e como garantir a segurança para todos os passageiros em qualquer situação de emergência.
A THSRC estabeleceu um sistema para responder a desastres naturais chamado SAD (Sistemas de Alerta de Desastre). Esse sistema consiste em uma rede de sensores instalados ao longo da ferrovia para detectar situações inesperadas como terremotos, ventos fortes, tempestades, inundações, deslizamentos de terra e invasões. Em caso de uma situação inesperada, o SAD irá notificar o CCO (Centro de Controle de Operação) imediatamente; isso irá ativar medidas de segurança para garantir a integridade dos passageiros e dos trens, incluindo desaceleração ou parada de trens na área afetada.
O SAD tem operado com sucesso desde o início de operação em 2007. O terremoto mais poderoso que a THSR sofreu, media 6,4 na escala de Richter com um epicentro a 17 km de Jiaxian, Kaohsiung e balançou a região sul de Taiwan em 4 de março de 2010. Um trem em operação foi ligeiramente descarrilado em Sinshih, Tainan e 6 trens foram foram parados. Apesar da suspensão temporária da operação, não houve danos ou fatalidades. Todos os 2 500 passageiros afetados foram evacuados em duas horas, sem ferimentos. A operação recomeçou no dia seguinte. Tal feito foi bem observado e forneceu uma valiosa experiência em segurança operacional para a indústria ferroviária global.
Em abril de 2010, foi reportado que um afundamento tinha sido observado durante a construção de uma seção de viaduto de 6 km de comprimento no condado de Yunlin. O afundamento atingiu 55 cm ao longo de sete anos. Em 2010, o afundamento tinha diminuído, o que foi atribuído ao fechamento de alguns poços profundos que operavam na região. Embora a situação tenha sido considerada segura, o comitê da ferrovia prosseguiu com o fechamento de poços. Em 25 de julho de 2011, o governo anunciou planos para fechar quase 1 000 poços nos condados de Changhua e Yunlin, reduzindo em 210 000 000 toneladas a quantidade de água bombeada.

## Serviço

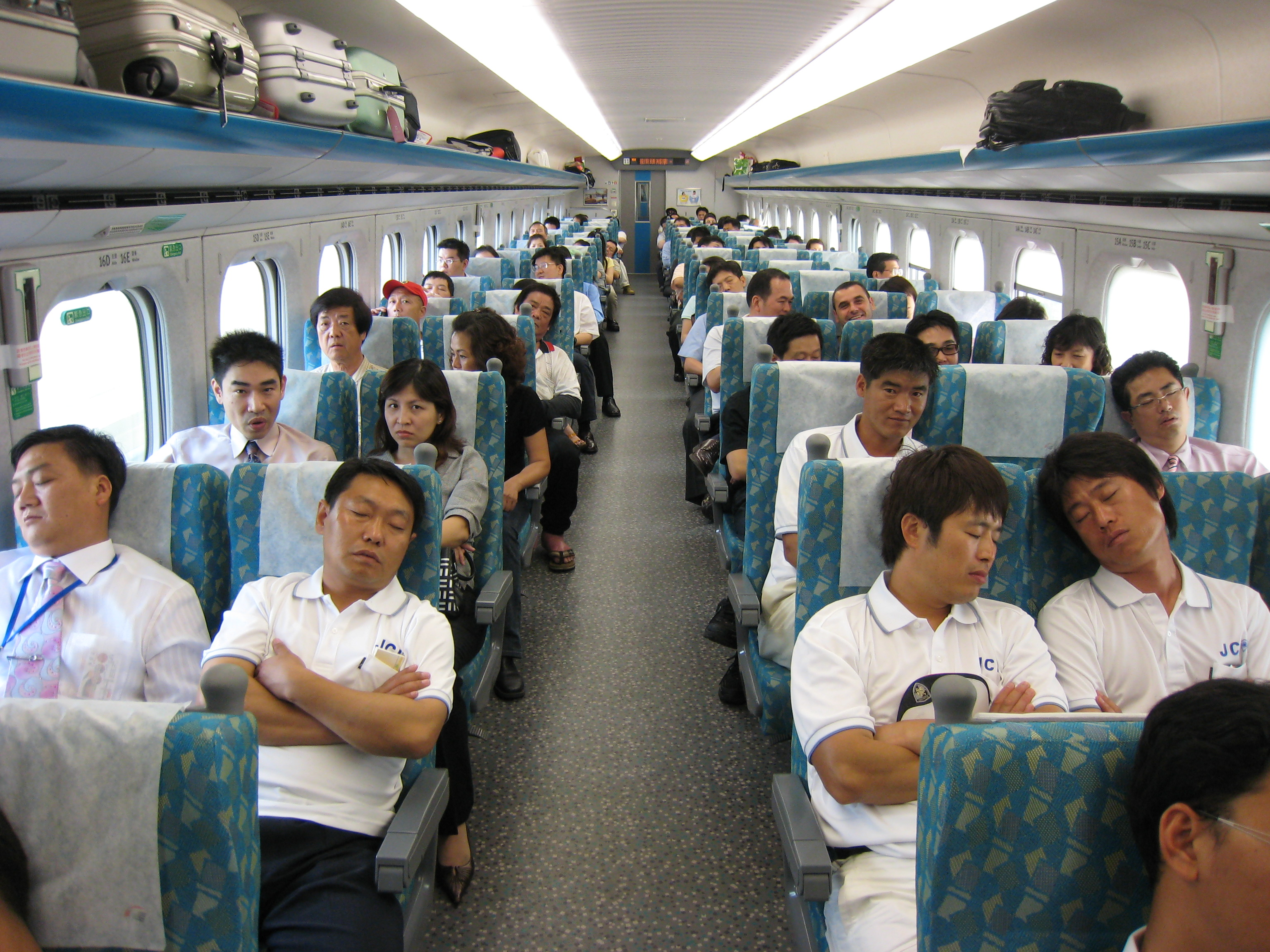
Passageiros num vagão de classe econômica.

De acordo com os horários da THSR de julho de 2018, há 989 viagens por semana de operação, com horários de operação entre 05h50 e 24h00 todos os dias. A maioria dos trens com destino ao sul partem da estação Nangang, enquanto que a maioria dos trens com destino ao norte partem da estação Zuoying; entretanto, alguns trens operam apenas entre Nangang e Taichung ou entre Taichung e Zuoying. Os trens com destino ao norte tem numeração ímpar, enquanto que os que vão ao sul tem numeração par.
Cada trem consiste em 1 vagão de negócios (vagão 6) e 11 vagões de classe comum (incluindo assentos reservados e não-reservados). Desde julho de 2010, assentos não-reservados estão disponíveis nos vagões 10 a 12 (em alguns trens estão disponíveis dos vagões 9 ao 12 ou do vagão 8 ao 12). O vagão 7 de cada trem está equipado com 4 cadeiras acessíveis a cadeirantes e um banheiro para deficientes. Passageiros podem ligar para a linha direta de atendimento ao cliente da THSR ou visitar qualquer bilheteria de ingressos, para reservar os assentos não reservados.
Em agosto de 2012, A implementação do 4G abordo nos trens fornecerá banda larga de alta velocidade, fazendo da THSR a primeira ferrovia de alta velocidade equipada com essa tecnologia.
Em 2012, a THSRC foi bem avaliada no Prêmio Golden Service da revista CommonWealth, não apenas ultrapassando seus rivais na categoria "transporte terrestre de longa distância", mas também ocupando o primeiro lugar no ranking geral de 300 indústrias.

### Passagem e descontos

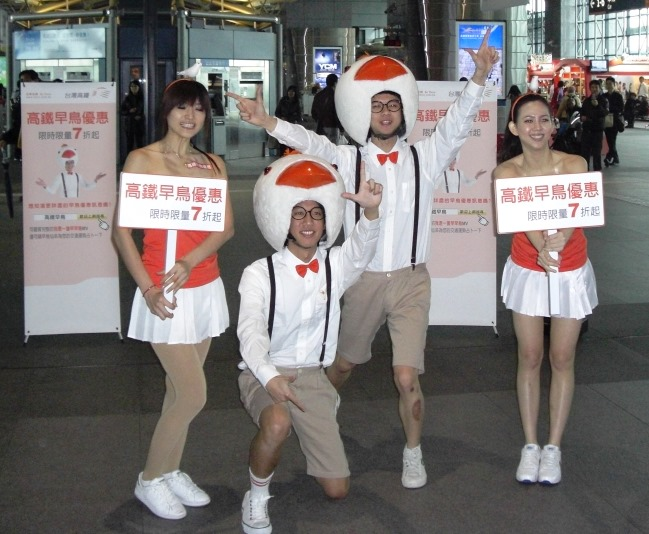
Evento de promoção da THRSC, 2011.

A partir de janeiro de 2018, uma passagem de Taipé a Zuoying na classe comum custa 1 490 dólares de Taiwan, e na classe de negócios o bilhete é de 1 950 dólares. O preço de um assento não reservado é cerca de 3% menor do que um preço normal. Reservas nos vagões comuns e de negócios estão disponíveis 28 dias antes da data de embarque (incluindo o dia da partida).
Cidadãos idosos (taiwaneses acima de 65 anos), deficientes e crianças (abaixo de 12 anos) pagam a metade do preço das passagens.
Um desconto é oferecido a grupos de 11 pessoas ou mais. O desconto para grupos não pode ser usado em combinação com outras ofertas de desconto e não inclui assentos não reservados. Passageiros com admissíveis em vários descontos só podem escolher uma oferta.
Desde julho de 2010, um sistema de cartão inteligente fornece aos viajantes frequentes, bilhetes de múltiplas viagens (oito viagens) ou periódicos. O cartão da THSR permite ao titular do cartão, viajar entre estações específicas, dentro de um determinado período de tempo para um determinado número de viagens. O cartão é vendido nas estações do sistema. Neste formato, apenas bilhetes para adultos são vendidos, e não pode ser usado em viagens entre Banqiao e Taipé.
Após a compra ou adição de valor a um cartão de várias viagens, o saldo do cartão é válido por 45 dias contando a partir do dia do primeiro uso. O cartão pode ser usado para 8 viagens. O cartão fornece um desconto de aproximadamente 21% sobre um assento comum reservado. É exigido um saldo mínimo de 100 dólares de Taiwan na compra de um cartão. O uso do cartão de várias viagens é exclusivo do titular do cartão. Desde novembro de 2012, um desconto de 35% tem sido oferecido a um número limitado de passagens vendidas não antes de 8 dias da partida. Se todos os bilhetes com 35% de desconto forem vendidos antes do limite, bilhetes com um desconto de 20% são oferecidos e se todas essas passagens forem vendidas antes do limite, bilhetes com 10% de desconto são oferecidos. Se todos essas passagens forem vendidas, serão oferecidos bilhetes sem desconto.

### Frequência dos trens
| Sentido | Trens por dia | Trens por dia | Trens por dia | Trens por dia | Trens por dia | Trens por dia | Trens por dia | Trens por semana |
| Sentido | Seg           | Ter           | Qua           | Qui           | Sex           | Sáb           | Dom           | Trens por semana |
| ------- | ------------- | ------------- | ------------- | ------------- | ------------- | ------------- | ------------- | ---------------- |
| Sul     | 63            | 64            | 64            | 64            | 82            | 75            | 76            | 488              |
| Norte   | 69            | 68            | 68            | 68            | 80            | 70            | 86            | 509              |
| Ambos   | 132           | 132           | 132           | 132           | 162           | 145           | 162           | 997              |

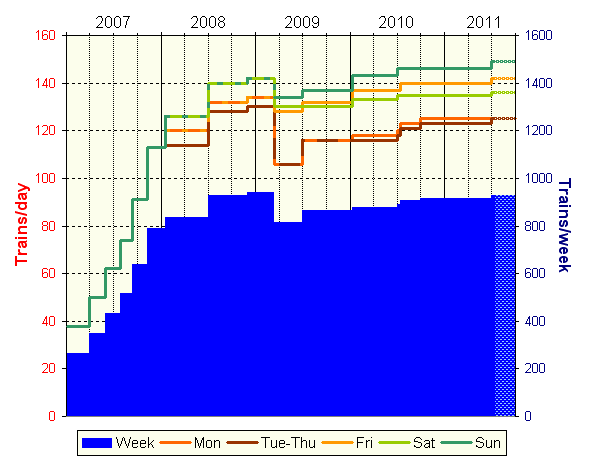
Frequência diária e mensal dos serviços da THSRC. Trens adicionais durante feriados e serviços cancelados por causa de eventos extraordinários não são mostrados

A THSRC aumenta o número de trens durante feriados nacionais. Em 29 de junho de 2011, uma proposta da THSRC para aumentar o número de viagens por dia para 210 (anteriormente eram 175 por dia) passou em uma análise de impacto ambiental, aumentando o número de serviços em "dias de pico".

### Número de passageiros

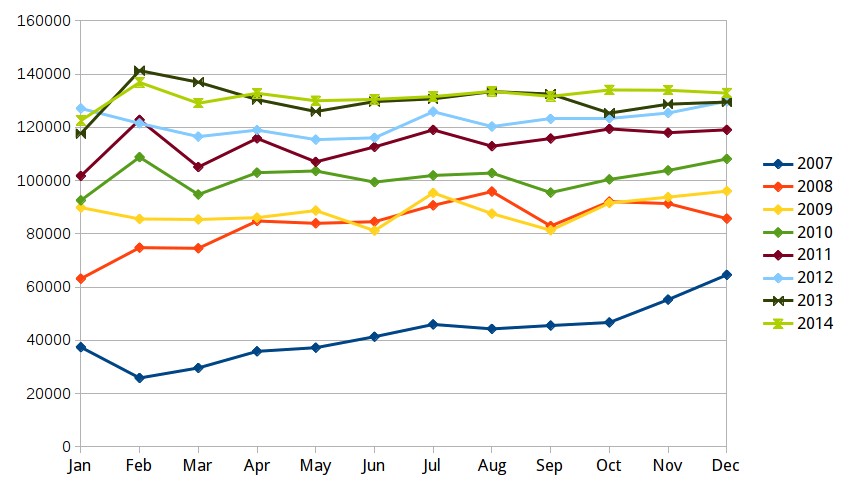
Média mensal do número de passageiros diário da THSR, os meses afetados pelo ano novo chinês estão assinalados em cinza e os cancelamentos por causa de tufões ou terremotos em azul

O número diário de passageiros era previsto para 180 000 logo após o início das operações, aumentando para 400 000 até 2036. Em vista de uma queda de 50% no número de passageiros de empresas aéreas após a crise asiática de 1997, as estimativas foram revistas para um valor mais modesto. A estimativa final do número de passageiros no início da operação ficou em 140 000 passageiros por dia. Na realidade, os números não corresponderam as predições. Em setembro de 2007 seis meses após a abertura, a THSR transportava 1,5 milhão de passageiros por mês, o que corresponde a cerca de 50 000 passageiros diários. No segundo ano de operação, o número de passageiros quase dobrou, e no terceiro ano, a média de passageiros diários continuou a crescer e chegou a 88 000 passageiros por dia, aumentando para cerca de 120 000 passageiros diários em 2012. A porcentagem de ocupação dos assentos estava em cerca de 45% durante os primeiros três anos, com uma melhora modesta em 2009, atingindo 53,91% em 2012. A pontualidade se mantém estável acima dos 99%.
| Ano  | Número de passageiros[74][75] | Assentos por quilômetro:A[76] | Passageiros por quilômetro:B[74][75] | Ocupação dos assentos(%): B/A[77][75] | Pontualidade (menos de 5 minutos de atraso)[77][75] |
| ---- | ----------------------------- | ----------------------------- | ------------------------------------ | ------------------------------------- | --------------------------------------------------- |
| 2007 | 15 558 356                    | 7 838 644,289                 | 3 520 173 426                        | 44,91                                 | 99,47%                                              |
| 2008 | 30 581 261                    | 15 089 499 008                | 6 566 119 575                        | 43,51                                 | 99,19%                                              |
| 2009 | 32 349 260                    | 14 821 653 184                | 6 863 960 208                        | 46,31                                 | 99,25%                                              |
| 2010 | 36 939 596                    | 15 296 119 539                | 7 491 019 590                        | 48,97                                 | 99,21%                                              |
| 2011 | 41 629 303                    | 15 781 051 602                | 8 147 869 493                        | 51,63                                 | 99,87%                                              |
| 2012 | 44 525 754                    | 15 829 068 364                | 8 641 573 257                        | 54,59                                 | 99,40%                                              |
| 2013 | 47 486 229                    | 15 858 327 738                | 9 118 060 276                        | 57,50                                 | 99,38%                                              |
| 2014 | 48 024 758                    | 16 167 495 855                | 9 235 162 292                        | 57,12                                 | 99,61%                                              |
| 2015 | 50 561 954                    | 16 186 948 588                | 9 654 960 687                        | 59,65                                 | 99,66%                                              |
| 2016 | 56 586 210                    | 16 512 526 628                | 10 488 339 832                       | 63,52                                 | 99,43%                                              |
| 2017 | 60 571 057                    | 17 040 173 121                | 11 103 358 620                       | 65,16                                 | 99,72%                                              |
| 2018 | 63 963 199                    | 17 249 709 128                | 11 558 787 218                       | 67,01                                 | 99,43%                                              |
| 2019 | 67 411 248                    | 17 629 990 176                | 11 994 452 919                       | 68,03                                 | 99,88%                                              |
O marco de 10 milhões de passageiros transportados foi atingido após 265 dias de operação em 26 de setembro de 2007, enquanto que o marco de 100 milhões de passageiros foi atingido após 1 307 dias em 3 de agosto de 2010, e o de 200 milhões de passageiros em dezembro de 2012. Em 10 de outubro de 2011, durante o feriado nacional da República da China, a THSR chegou a um recorde de 189 386 passageiros transportados. Em 5 de fevereiro de 2011, o terceiro dia da celebração do ano novo chinês, um novo recorde de 190 596 passageiros foi atingido. O próximo recorde foi estabelecido em 25 de janeiro de 2012, com 191 989 passageiros. O recorde mais recente é de 212 000 passageiros transportados, atingido em 1 de janeiro de 2013.
Os trens de alta velocidade competiram com êxito com os aviões: em agosto de 2008, metade das linhas aéreas entre Taipé e as cidades do oeste de Taiwan tinham sido descontinuadas, incluindo todos os voos entre cidades com estações da THSR, exceto por um único voo diário entre Taipé e Kaohsiung. Uma redução pela metade do tráfego aeroviário era esperada entre 2006 e 2008, e na realidade caiu de 8,6 para 4,9 milhões. Em junho de 2012, foi anunciada a descontinuação do último voo comercial entre Taipé e Kaohsiung. A participação do transporte ferroviário convencional nas viagens entre Taipé e Kaohsiung caiu de 9,71% em 2006 para 2,5% em 2008, enquanto que a ferrovia de alta velocidade se tornou o principal modal de transporte, com uma participação de 50% em 2008. A abertura da THSR em 2007, resultou numa redução de 10% no tráfego da rodovia paralela. Mesmo contando com passagens mais baratas, empresas de ônibus relataram que o volume de passageiros tinha caído por 20 a 30% em 2008.

## Infraestrutura

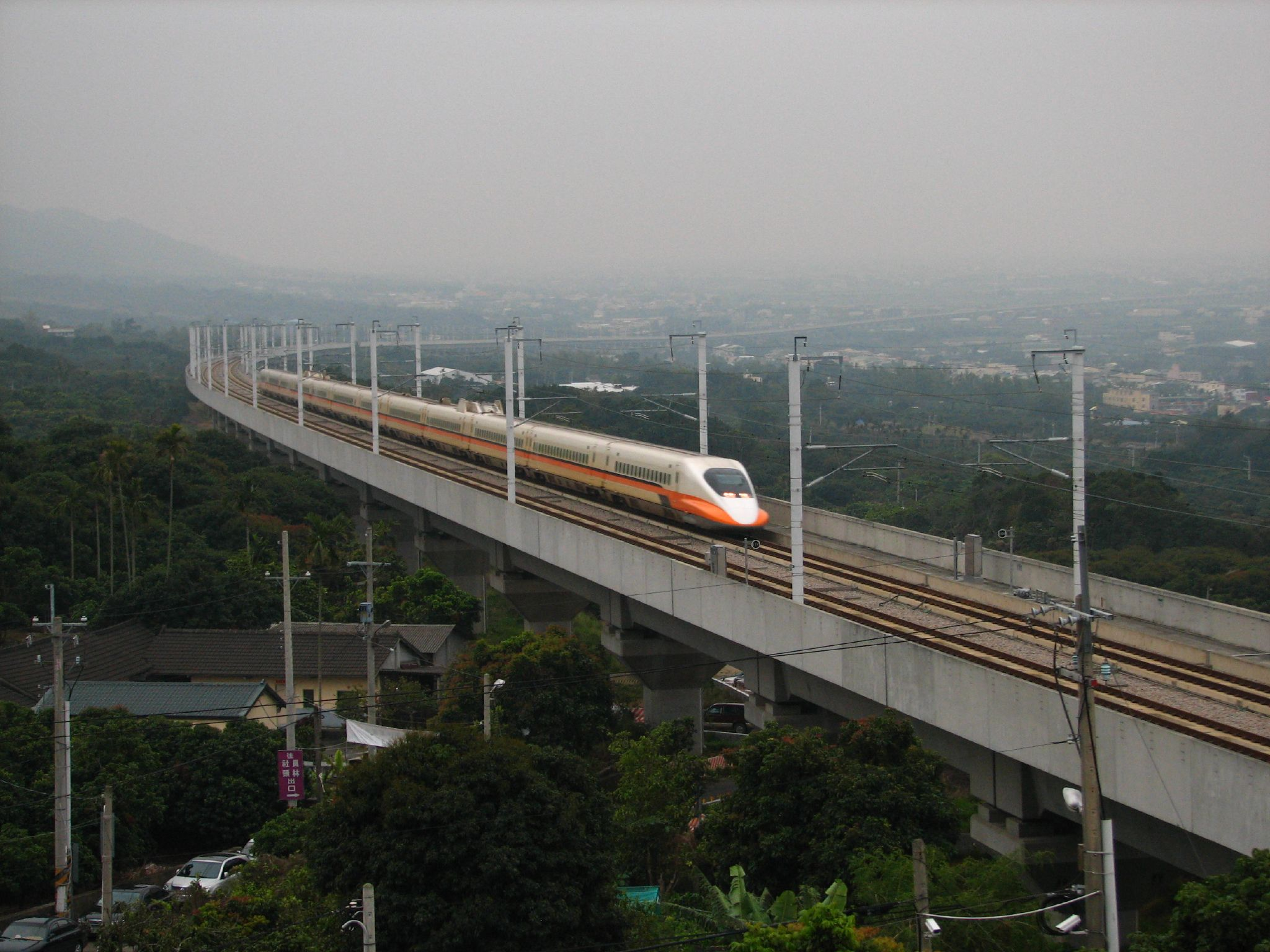
Cerca de 70% da linha está sobre viadutos. Os trilhos são quase totalmente sem lastro no concreto, com componentes que limitam a emissão de ruído.

A construção do sistema requereu mais de 2 000 engenheiros profissionais de 20 países e cerca de 20 000 trabalhadores taiwaneses e estrangeiros levaram seis anos para concluir o projeto. Os trabalhos foram separados em vários lotes especializados que foram contratados separadamente. Um grupo de contratos tratavam sobre as obras das seções da linha. Estações e pátios de trens foram matéria de um grupo diferente de contratos, e outro grupo de contratos tratou sobre os trilhos.
O projeto da linha de alta velocidade de Taiwan ganhou o primeiro lugar no Prêmio de Projetos de Engenharia Destacados do Conselho de Engenharia Civil da Ásia, em Sydney, 2010.
Em 2011, a Comissão Pública de Construção (公共工程委員會) organizou uma votação na internet, que atingiu cerca de 330 000 votos, para selecionar os 100 melhores projetos de infraestrutura em Taiwan para celebrar o centenário da república; a ferrovia de alta velocidade de Taiwan liderou a lista.

### Trilhos

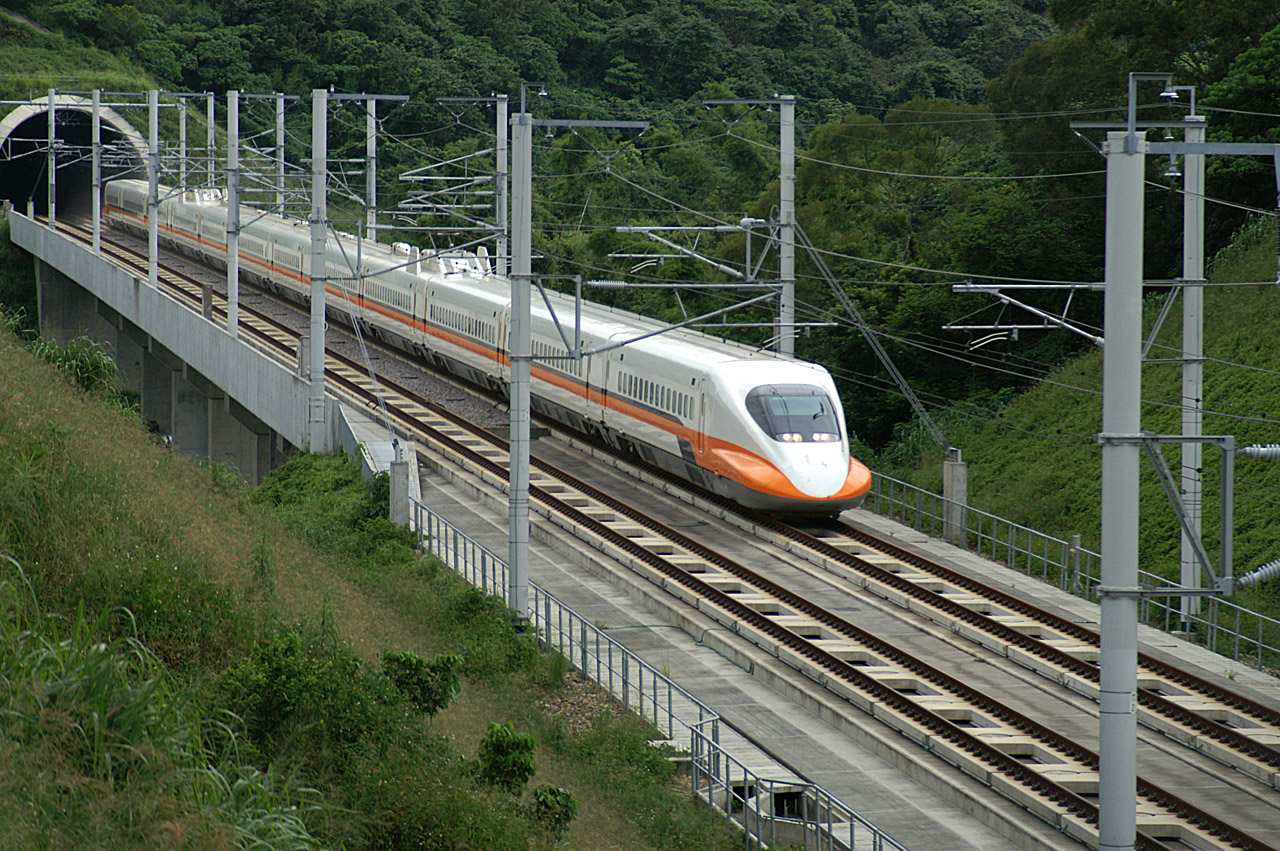
Trem da THSR em um teste em junho de 2006.

Com capacidade para suportar velocidades de até 350 km/h, os trilhos foram projetados com um raio de curva mínimo de 6,250 m, com uma distância do centro dos trilhos de 4,500 mm, com a propriedade dos trilhos tendo uma largura de 18 m, e com um gradiente máximo de 2,5%, exceto por um de 3,5% em apenas um lugar. A ferrovia é sem balastro, com exceção de um trecho de 3 km, com os trilhos sendo fabricados por uma indústria japonesa e os AMVs sendo fabricados por um fornecedor alemão. A colocação dos trilhos começou em julho de 2003. A linha é eletrificada com o sistema 25 kV/60 Hz AC. O sistema de sinalização e controle foi planejado para tráfego bi-direcional de acordo com normas europeias.
Após quatro meses de atrasos, testes com os primeiros trens THSR 700T começaram 27 de janeiro de 2005, na seção entre Tainan e Kaohsiung. Em 30 de outubro de 2005, um dia após num teste, o trem ultrapassar a velocidade comercial de 300 km/h, a velocidade máxima de 315 km/h foi atingida. A seção entre a estação Banqiao (Taipé) e a estação Zuoying (Kaohsiung) foi aberta ao público em 2 de março de 2007. As plataformas de trem de alta velocidade da estação Taipé foram abertas em 2 de março de 2007, assim a linha inteira já estava operante.

### Obras civis
A linha é majoritariamente elevada. Aproximadamente 251 km ou 73% da ferrovia, é apoiada sobre viadutos, com a maioria dos vãos feitos de concreto protendido. A primeira seção de viaduto foi colocada em outubro de 2001.
O viaduto Changhua-Kaohsiung é uma seção contínua de 157,717 m entre Baguashan no condado de Changhua até Zuoying em Kaohsiung e é a segunda maior ponte do mundo. Os viadutos foram projetados para resistir a terremotos, permitir que trens possam parar seguramente durante um tremor de terra, também permitem reparos após um evento sísmico. Pontes construídas sobre falhas geológicas foram projetadas para sobreviver a movimentações de terra sem sofrerem falhas catastróficas.
Cerca de 61 km ou 18% da linha é em túneis, incluindo 14 km de túneis em Taipé, e outros 48 túneis nas outras seções com um comprimento total de 66 257 m. O maior de todos é o túnel Paghuashan, com um comprimento total de 7 364 metros. Em 42 túneis, todos escavado com a técnica NATM, foram escavados cerca de 155 m2 entre novembro de 2000 e julho de 2003. Os túneis cumprem normas europeias, com espaço para dois trilhos e calçadas de segurança.

### Problemas ambientais
Ações de mitigação de danos ambientais durante a fase de construção, incluem a construção de pontes acima da linha para animais, o plantio e replantio de árvores ao longo dos trilhos e inclusão de barreiras sonoras, além da compra de terrenos de fazenda para a criação de uma área de preservação para pássaros de Jacana, longe da linha.
Por mais de 10 anos, a THSRC tem investido na preservação dos Jacanas, um tipo de ave que é considerado ameaçado em Taiwan. Com um investimento de 50 milhões de dólares de taiwaneses, o primeiro projeto de recuperação de habitat foi concluído em colaboração com o governo local, organizações de desenvolvimento e organizações sem fins lucrativos. A população de Jacanas em Tainan, Taiwan, somava menos de 50 espécimes, desde então aumentou para cerca de 300. Em 2007, a reserva ambiental foi oficialmente renomeada "Parque Natural Eco-educacional do Faisão Jacana" e desde então, ele foi aberto ao público. Para educar estudantes em relação à proteção ambiental, todo ano a THSRC planeja uma excursão de alunos de escolas primárias e de ensino médico ao parque, para que eles possam aprender sobre a beleza dos habitats naturais de Taiwan.

## Finanças

### Receita e custos
| Item                                     | 2007        | 2008        | 2009        | 2010       | 2011        | 2012        | 2013       | 2014       | 2015       | 2016       | 2017       | 2018       |
| ---------------------------------------- | ----------- | ----------- | ----------- | ---------- | ----------- | ----------- | ---------- | ---------- | ---------- | ---------- | ---------- | ---------- |
| Receita dos bilhetes(A)                  | 13 155 221  | 22 441 012  | 22 800 753  | 27 025 822 | 31 556 782  | 33 263 223  |            |            |            |            | 42 221 888 | 44 098 796 |
| Outras receitas de operação(B)           | 347 567     | 606 571     | 522 959     | 609 529    | 679 723     | 720 914     |            |            |            |            |            |            |
| Receitas de operação(C=A+B)              | 13 502 788  | 23 047 583  | 23 323 712  | 27 635 351 | 32 236 505  | 33 984 137  | 36 101 166 | 38 510 000 | 51 901 392 | 40 610 906 | 43 435 042 | 45 415 007 |
| Depreciação                              | −18 589 587 | −18 994 251 | −8 222 634  | -9 411 998 | -10 647 252 | -11 206 236 |            |            |            |            |            |            |
| Lucro                                    | −14 909 057 | −6 238 553  | 5 564 846   | 9 071 545  | 12 058 405  | 12 095 229  | 11 394 464 | 11 880 000 | 20 556 496 | 13 699 496 | 17 754 984 | 19 144 964 |
| Receita financeira                       | 315 187     | 644 500     | 639 869     | 230 348    | 248 318     | 633 040     |            |            |            |            |            |            |
| Juros                                    | −14 423 091 | −17 464 896 | −10 778 335 | −8 912 483 | -8 854 892  | -8 737 156  |            |            | -9 256 852 | -8 375 559 | -7 463 329 | -6 618 272 |
| Lucro antes de impostos                  | −29 398 694 | −25 009 697 | −4 791 125  | -1 210 889 | 5 783 743   | 3 956 828   | 2 710 000  | 2 660 000  | 18 833 835 | 4 997 575  | 6 478 500  | 7 311 823  |
| Impostos                                 | −54         | 0           | 1 670       | 848        | −2 597 914  | -379 992    | -579 439   |            | 2 038 795  | -848 477   | -1 138 595 | 3 384 558  |
| Receita líquida                          | −29 398 748 | −25 009 697 | −4 789 455  | −1 210 041 | 3 185 833   | 3 576 836   | 3 288 951  | 5 520 000  | 20 872 630 | 4 149 098  | 5 339 905  | 10 696 381 |
| Todos os campos estão em milhares de NT$ |             |             |             |            |             |             |            |            |            |            |            |            |

A maioria da receita da THSRC vem da venda de passagens; outras fontes de renda complementares são anúncios comerciais e aluguéis de espaços para lojas. Anúncios em trens e em plataformas das estações também foram vendidos. A receita cresceu com o aumento do número de passageiros durante os primeiros três anos, mas o número de passageiros permaneceu abaixo das expectativas. Em 2008, o segundo ano de operação, as receitas ficaram muito aquém das expectativas da THSRC de um ano antes, que previa uma duplicação dos resultados do primeiro ano.
O custo de manter os trens e a infraestrutura, ou custos operacionais, era inicialmente cerca de 1 bilhão de dólares por mês, mas foi reduzido para 850-900 milhões de dólares de Taiwan em 2008. A receita superou esse custo pela primeira vez, gerando um saldo positivo em relação à operação, no quarto mês de operação (abril de 2007).
Para a THSRC, o grande número de custos fixos de ativo fixo como material-rodante e infraestrutura é um elemento significativo no total de custos operacionais. Nos primeiros dois anos de operação, a THSRC distribuiu os custos ao longo de um período de 26,5 anos. Como resultado, o saldo entre as receitas e os custos de operação mostraram grande perda no primeiro ano de operação, que foi reduzida apenas quando a receita cresceu no segundo ano de operação. O planejamento da THSRC refletia o tempo da concessão BOT em vez da vida-útil da infraestrutura, que é muito maior, e essa é a causa da perda. Após mudar seu planejamento, a THSRC registrou seu primeiro lucro operacional em 2009, o terceiro ano de operação. A empresa publicou seu primeiro balanço anual com um lucro de 5,78 bilhões de dólares de Taiwan após cinco anos de operação.
Pela primeira vez em cinco anos de operação, a THSRC publicou um lucro líquido de 5,78 bilhões de dólares taiwaneses, com lucros por ação de 0,59. A receita aumentou 16,65% de 27,64 bilhões de dólares de Taiwan para 32,24 bilhões, com os custos operacionais e gastos aumentando apenas 4,98%. No mesmo período, o lucro bruto totalizou 12,98 bilhões de dólares taiwaneses (um aumento de 30,32%), receitas da operação somaram 12,06 bilhões de dólares (um aumento de 32,93%) e o EBITDA totalizou 22,73 bilhões de dólares de Taiwan (um aumento de 22,34%). Em 2011, o lucro bruto, a receita da operação e o EBTDA bateram recordes. Desde o início das operações em 2007, a THSR teve uma influência significativa na economia de Taiwan e na vida das pessoas.
O gasto com juros é outro aspecto importante nas finanças da empresa. Nos primeiros anos de operação, as taxas de juros estavam bem acima dos níveis de mercado. Os gastos com juros por mês permaneceram por volta de 1,3 bilhões de dólares taiwaneses em 2008, quando a THSRC atingiu pela primeira vez o ponto de equilíbrio, com as receitas e gastos (excluindo a depreciação) estando por volta de 2,1 bilhões. As taxas de juros caíram na primeira metade de 2009, reduzindo assim os gastos com juros e contribuindo para a redução das perdas líquidas.
Em 2010, a THSRC obteve um novo empréstimo sindical para aliviar seu iminente colapso financeiro. A companhia assinou um contrato de refinanciamento de 382 bilhões de dólares de Taiwan com um consórcio de oito bancos de taiwaneses liderados pelo Banco de Taiwan, e que foi usado para pagar empréstimos mais antigos, que tinham juros mais altos. Em 2011, as dívidas de longo-prazo, totalizando 385 bilhões de dólares taiwaneses, incluíam 26 bilhões em títulos corporativos e 359 bilhões em empréstimos bancários. Em comparação com os termos e condições dos empréstimos anteriores, as dívidas de refinanciamento tem taxas de juris mais baixas e prazos mais longos, de até 22 anos.

### Finanças e empréstimos
Até julho de 2008, a depreciação e juros representavam 95% das dívidas acumuladas da THSRC. A THSRC e governo, em um documento de setembro de 2009, identificaram uma estrutura financeira irracional e que as resultantes altas taxas de juros e depreciação eram as principais causas da má performance financeira. Entretanto, o governo avaliou que a THSRC teve um bom desempenho em sua área de atuação, conforme aferido pelo índice de lucros antes de juros, impostos, depreciação e amortização (LAJIDA). Para reduzir sua carga de dívidas, a THSRC procurou revisar seus empréstimos em 2008 e novamente em 2009. Para reduzir os custos de depreciação com o aumento do período de amortização, a THSRC pediu uma extensão da concessão de 35 anos.
No verão de 2009, as perdas acumulativas da THSRC já eram equivalentes a dois terços de seu patrimônio líquido. Em resposta à crise econômica global e seus efeitos em Taiwan, a THSRC tentou aumentar a receita e reduzir os gastos em várias áreas, com a esperança de melhorar suas performances. Em fevereiro de 2009, a THSRC anunciou um ajuste na frequência dos trens, um corte de salários de 10 a 20% na área de gerência e procurou promover seus serviços para estimular mais viagens. A mídia começou a questionar se a construção de três mais estações intermediárias além de Nangang seria adiada, a THSRC publicou um comunicado à imprensa em 28 de setembro de 2009, afirmando que a empresa irá cumprir com "o contrato de operação e construção da ferrovia de alta velocidade de Taiwan, "e que a construção das três estações intermediárias, chamadas de Miaoli, Changhua e Yunlin, irá começar em julho de 2012, com o início da operação estimado para 2015. Quando completadas, existirão um total de 12 estações ao longo da linha. A empresa foi posta sob nova direção em setembro de 2009, com o objetivo de equilibrar as finanças da empresa com a ajuda do governo e para conseguir o refinanciamento de seus empréstimos.
O governo assumiu o controle majoritário da empresa após a eleição de seu novo conselho em 10 de novembro de 2009. Em janeiro de 2010, quando as perdas acumuladas já somavam 70 bilhões de dólares, a THSRC assinou um acordo de refinanciamento em que oito bancos estatais providenciaram 382 bilhões de dólares de Taiwan em empréstimos de juros baixos e com maior prazo. O governo também aprovou a nova taxa variável de depreciação adotada pela empresa.

## Incidentes
Em 12 de abril de 2013, bagagens suspeitas foram encontradas dentro do banheiro do trem em direção ao norte n.º 616 quando ele estava indo em direção a estação Hsinchu. O trem parou na estação Taoyuan e todos os passageiros foram evacuados. Posteriormente, foi determinado que a bagagem continha um líquido desconhecido em recipientes, um cronômetro e um material branco. Os itens foram desmantelados pelo esquadrão anti-bombas e recolhidos para serem examinados. Duas deputadas do Kuomintang, Hsu Hsin-ying e Lu Shiow-yen, estavam a bordo do trem.
Dois suspeitos de terem plantado uma bomba foram presos em um hotel em Zhongshan, Cantão, República Popular da China em 15 de abril e repatriados para Taiwan em 17 de abril de 2013.
Em 10 de maio de 2017, um trem que não carregava passageiros andou por 1 km na direção contrária por erro humano.
Por causa da pandemia de COVID-19, a THSR juntamente com a Taiwan Railway Administration e serviços de ônibus pelo país, passaram a exigir o uso de máscaras cirúrgicas por todos os passageiros a partir de 1 de abril. Além disso, sensores infravermelhos foram colocados em 12 estações para detectar febres, comidas e bebidas foram proibidas nos trens, estações e trens passaram a ser desinfetadas mais frequentemente e a THSR acabou com todas as passagens de assentos não-reservados. Foi dito que a mudança tinha como objetivo a redução de aglomerações.

## Atividades de relações públicas

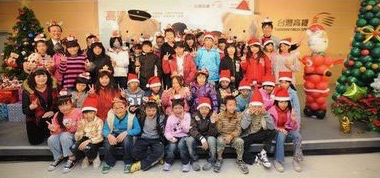
Crianças de comunidades remotas em um evento natalino organizado pela Taiwan High Speed Rail Corporation em 2011.

Desde 2009, a THSRC tem organizado um evento chamado "viaje na THSR e participe da feira do livro de graça" que promove a cultura de leitura; passageiros em idade escolar de vilas remotas ganham acesso grátis para a Feira Internacional de Livros de Taipé e vão até lá num "trem da leitura" temático, em que uma celebridade lê um livro.
Desde 2010, juntamente com a World Vision Taiwan, a THSRC tem um programa de assistência para milhares de crianças desprivilegiadas, em que os passageiros contribuem.
Outros eventos incluem corais a capella nas estações, distribuição de presentes para casais tirando fotos de casamento em grandes estações, passeios em estações e compartilhamento de experiência com outros operadores de transporte ferroviário; Além da distribuição de milhares de grupos e famílias desprivilegiadas, em colaboração com organizações sem fins-lucrativos.
Estudantes aprendem sobre a ferrovia de alta velocidade e sobre a THSRC em "acampamentos da THSR", organizados em parceria com a Sociedade Cultural Ferroviária de Taiwan, com a Sociedade de Pesquisa Ferroviária da Universidade Nacional Chiao Tung e com a China Youth Corps.

## Na cultura popular
O primeiro filme a destacar a THSR foi o filme taiwanês de 2007 Summer's Tail, dirigido por Cheng Wen-Tang (鄭文堂).
Railfan: Taiwan High Speed Rail, um simulador de condução de trens de 2007 desenvolvido pela empresa taiwanesa Actainment juntamente com a empresa japonesa Ongakukan, no estilo da Train Simulator Series. Com destaque para as filmagens reais, foi o primeiro jogo taiwanês para Playstation 3. A National Geographic escolheu a viagem na THSR como a "melhor viagem de inverno" em 2013.